# Saint-Martin-de-Crau
 Saint-Martin-de-Crau  es una localidad y comuna de Francia, en la región de Provenza-Alpes-Costa Azul, departamento de Bocas del Ródano, en el distrito de Arlés y cantón de Arlés Este.
Su población en el censo de 2007 era de 11.215 habitantes. La aglomeración urbana la forma la propia comuna.
Está integrada en la  Communauté d'agglomération Arles - Crau - Camargues - Montagnette .

## Demografía
| 3 075 | 3 257 | 5 551 | 10 155 | 11 040 | 11 023 |
| Para los censos de 1962 a 1999 la población legal corresponde a la población sin duplicidades (Fuente: INSEE [Consultar]) |       |       |        |        |        |

- Datos: Q815764
- Multimedia: Saint-Martin-de-Crau / Q815764

1. ↑  Worldpostalcodes.org, código postal n.º 13310.
2. ↑  INSEE, Datos de población para el año 2012 de Saint-Martin-de-Crau (en francés).